# Dostoïevski et le parricide
Dostoïevski et le parricide (Dostojewski und die Vatertötung) est un texte de Sigmund Freud, publié en 1928, en introduction à la traduction allemande de l'étude d'un auteur russe sur Les Frères Karamazov de Fiodor Dostoïevski.

## Situation dans l'œuvre de Freud

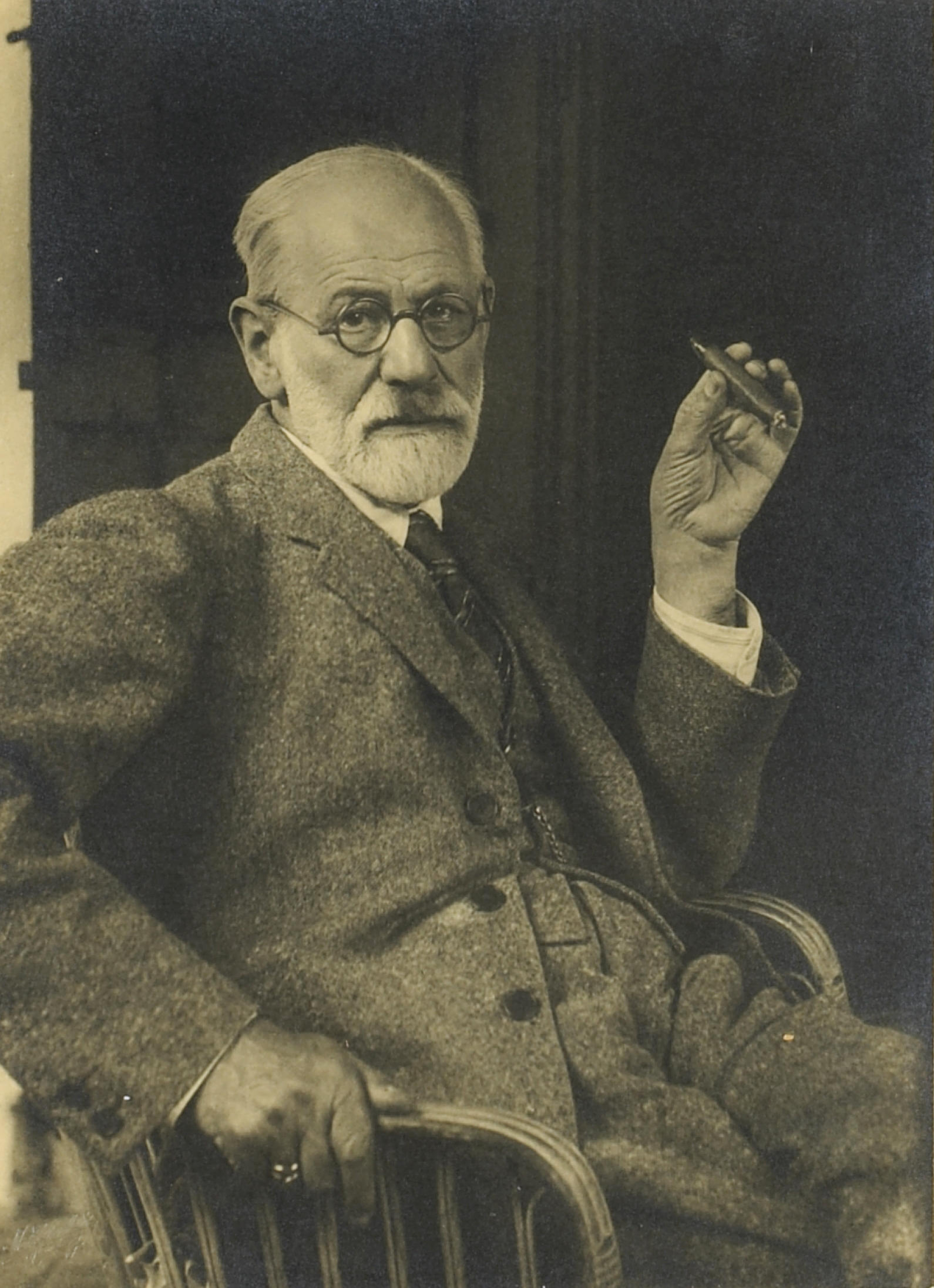
Sigmund Freud, par Max Halberstadt, vers 1921.

D'après Marie-Thérèse Neyraut-Suttermann, Freud traite dans son texte « de l'épilepsie de Dostoïevski et de son lien avec fantasmes et réalisations parricides ». Il distingue chez Dostoïevski : « l'écrivain, le névrosé, le moraliste et le pécheur ».
Dans l'œuvre de Freud, son écrit sur « Dostoïevski et le parricide » par rapport aux Frères Karamazov est relié à sa théorie du « meurtre du père de la horde originaire par les fils réunis » posée dans Totem et tabou (1913). Pour le psychanalyste Vladimir Marinov, l'analyse par Freud de la nouvelle de Stefan Zweig, Vingt-quatre-heures de la vie d'une femme (1927) associée à la passion pour le jeu de la roulette de Dostoïevski — elle occupe un tiers de l'essai — témoigne d'une « relation énigmatique » de Freud à Dostoïevski, spécialement aux Frères Karamazov : elle ne serait pas sans faire écran à « l'essentiel » que représente aux yeux de Marinov la construction « romanesque », « des plus “fantastiques” et des plus audacieuses » de Freud, qu'est le « meurtre du père » par les « frères de la horde » .
Selon Élisabeth Roudinesco et Michel Plon, Les Frères Karamozov représenterait pour Freud « un troisième volet » ajouté en 1927. Entre « la tragédie du dévoilement » qu'était Œdipe Roi, Hamlet qui était « le drame du refoulement » et Les Frères Karamazov, « le roman de Fedor Dostoïevski (1821-1881) est le plus “freudien” des trois », car « il met en scène sans masque, la pulsion meurtrière elle-même, c'est-à-dire le caractère universel du désir parricide ».

## Origines: les réticences de Freud
Le texte de Freud intitulé en allemand Dostojewski und die Vatertötung, introduit l'ouvrage traduit en allemand de W. Komarowitsch, édité par F. Eckstein et R. Fülö-Müller, contenant les premières versions ainsi que les ébauches, les sources du roman Les Frères Karamazov de Fiodor Dostoïevski.

Ce texte sur Dostoïevski et le parricide avait été demandé à Freud par le psychanalyste Max Eitingon et les éditeurs de l'ouvrage en allemand contenant le roman et des suppléments sur celui-ci. D'après son biographe Ernest Jones, Freud ne se mit à la rédaction de ce texte qu'avec une grande réticence. Il connaissait l'essai de Jolan Neufeld (Dostoïevski, Esquisse d'une psychanalyse, 1923), qui lui paraissait avoir dit l'essentiel sur le sujet.
Freud reconnaît dans une lettre à un de ses premiers lecteurs , le psychanalyste Theodor Reik, qu'il a écrit ce texte à contrecœur. Ce dernier lui reprochait sa sévérité morale à l'encontre de Dostoïevski et également sa digression finale sur la nouvelle de Stefan Zweig, Vingt-quatre heures de la vie d'une femme, qui concerne un sujet différent, celui de la passion pour le jeu. « Vous avez raison de supposer que je n'aime pas réellement Dostoïevski en dépit de toute mon admiration pour son intensité et sa supériorité. C'est parce que ma patience pour la nature pathologique est épuisée par mes analyses », . En même temps, si Freud résiste, n'est-ce pas parce que se trouve concerné dans sa pensée, mais aussi en acte, le thème qui l'aura hanté du meurtre du père, se demande Jean-Bertrand Pontalis ?

Pontalis note dans sa présentation du texte de Freud qui précède le roman de Dostoïevski que ce dernier n'aborde pas seulement un mythe ; il l'incarne effectivement. Entre le meurtre symbolique du père et le parricide réel des Frères Karamazov, si l'analogie est évidente, la distance est infinie. Selon lui, c'est cette mise en acte par Dostoïevski qui permet à Freud de résister à l'aversion qu'éveillait en lui la « pathologie » de Dostoïevski.

## Contenu
Trois des chefs-d'œuvre de la littérature de tous les temps , l'Œdipe Roi de Sophocle, Hamlet de Shakespeare et « Les Frères Karamazov » ont pour thème le meurtre du père. Ce n'est pas un hasard, selon Freud. Quant au motif de l'acte - la rivalité sexuelle pour une femme - il est le même dans les trois œuvres. 

### Personnalité de Dostoïevski
Freud commence son article par une analyse de la déroutante complexité de Dostoïevski en distinguant quatre aspects dans la personnalité de celui-ci : l'écrivain, le névrosé, le moraliste et le pécheur. 
La position de Dostoïevski comme moraliste est la plus aisément attaquable, selon Freud. Selon Freud, c'est le point faible de cette grande personnalité russe de s'être associé à ses geôliers et n'a pas pu être un libérateur des hommes. Sa haute intelligence et son amour de l'humanité auraient pu lui ouvrir d'autres voies. Mais que ce soit sa névrose qui l'ait condamné à un tel échec, Freud le conçoit. 
Quant à l'écrivain Dostoïevski, Freud le classe non loin derrière Shakespeare surtout grâce à son roman « Les Frères Karamazov » et à l'épisode du Grand Inquisiteur qu'il considère comme un des plus hauts sommets de la littérature mondiale.  
Freud répugne à considérer l'écrivain Dostoïevski comme un pécheur ou un criminel. Deux traits sont essentiels chez les criminels : un égocentrisme illimité et une forte tendance destructrice. Or on trouve chez lui une énorme capacité d'aimer et un grand besoin d'amour. D'où vient cette tentation de le classer ainsi ? La réponse est que l'écrivain  a privilégié parmi ses personnages les caractères violents, meurtriers, égocentriques. Mais aussi que de telles tendances ont existé en lui-même au cours de sa vie, comme la passion du jeu, ou peut-être, l'attentat sexuel commis sur une fillette.
Les pulsions de destruction de Dostoïevski auraient pu faire de lui un criminel, mais elles sont, dans la vie, dirigées principalement contre sa propre personne et non vers l'extérieur et s'expriment sous forme de masochisme et de sentiment de culpabilité. Quand elles s'exercent contre l'extérieur ce sont des traits sadiques qui se retrouvent dans sa susceptibilité, son intolérance, sa passion de tourmenter aussi bien des personnes aimées que ses lecteurs par exemple.

### Névrose et épilepsie
Dostoïevski se qualifiait lui-même d'épileptique et passait pour tel aux yeux des autres. Il se base sur ses attaques sévères, accompagnées de pertes de conscience, de contractions musculaires et d'un abattement consécutif. Selon Freud, il est vraisemblable qu'il s'agissait d'une pseudo-épilepsie, symptôme d'une névrose, à classer comme hystérie grave ou hystéro-épilepsie. Une totale certitude ne peut être atteinte du fait des lacunes dans l'anamnèse de l'épilepsie de Dostoïevski et du fait de l'état des connaissances sur la pathologie des attaques épileptiques à l'époque de Freud.  

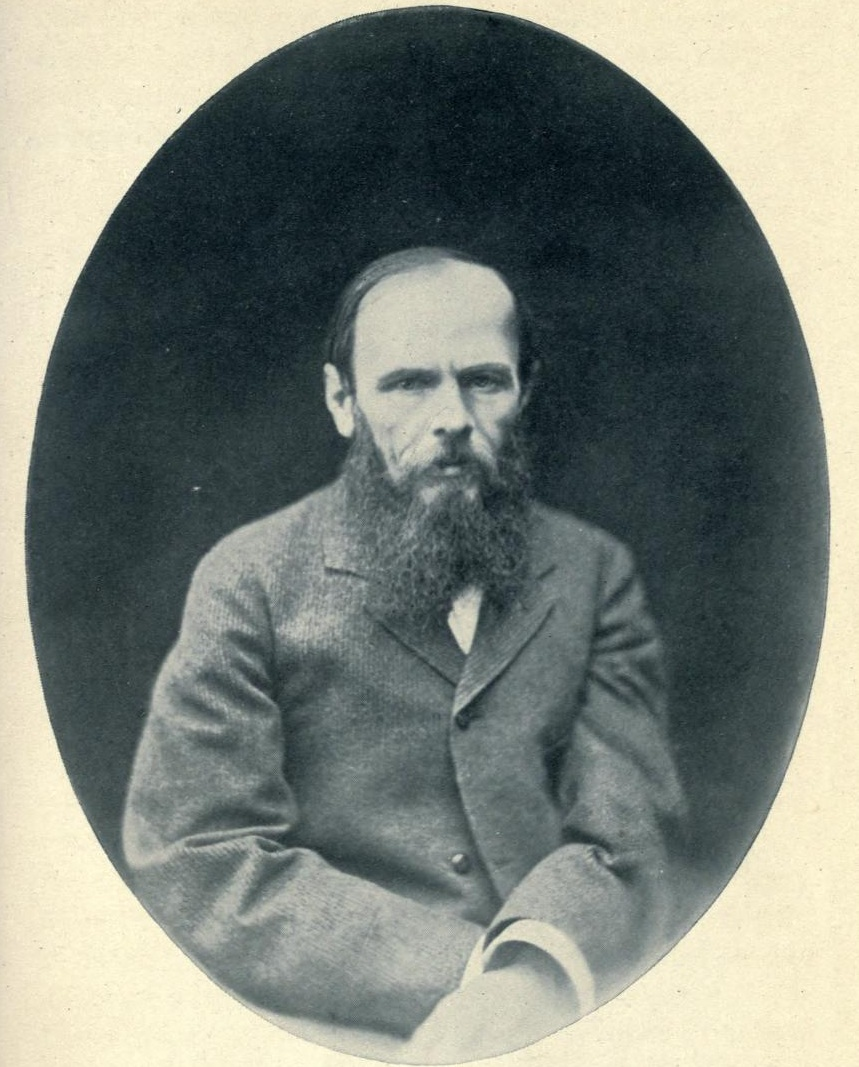
Fiodor Mikhaïlovitch Dostoïevski, en 1880.

La « réaction épileptique » se tient à la disposition de la névrose pour liquider par des moyens somatiques les masses d'excitations dont elle ne parvient pas à se débarrasser psychiquement. Freud rappelle que les plus anciens médecins appelaient le coït une petite épilepsie et reconnaissaient dans l'acte sexuel une atténuation ou adaptation de la décharge d'excitation épileptique.    
Il faut, selon Freud, distinguer l'épilepsie « organique » de l'épilepsie « affective ». (Fidèle à un langage compréhensible au plus grand nombre il se refuse d'entrer dans des développements psychanalytiques plus complexe). Dans la première, la vie psychique est perturbée par une cause étrangère venue du dehors ; dans la seconde il s'agit d'une perturbation de la vie psychique elle-même. On ne peut le prouver, mais l'épilepsie de Dostoïevski est de la seconde sorte. Les attaques remonteraient à son enfance et ont été remplacées assez tôt par des symptômes plus légers. Elles n'ont pris une forme épileptique qu'à sa dix-huitième année, après le bouleversant événement de l'assassinat de son père,. Le résultat en est : « Tu voulais tuer le père afin d'être toi-même le père. Maintenant tu es le père, mais le père mort ». C'est le mécanisme habituel de l'apparition du symptôme hystérique. Plusieurs biographes soulignent le lien entre cet évènement et la névrose de l'écrivain et celui entre le parricide du roman « Les Frères Karamazov » et le destin du père de Dostoïevski : Mikhaïl Andréiévitch Dostoïevski. 
Par contre, le rôle joué dans cette épilepsie durant son séjour au bagne en Sibérie à Omsk, est présenté sous des jours différents selon les biographes et critiques malgré les affirmations autobiographiques de l'auteur lui-même, et sans contester qu'un séjour au bagne a pu avoir des conséquences marquantes sur l'état pathologique du prisonnier. 
Freud constate qu'il ne dispose pas des éléments nécessaires pour conclure, mais il signale tout de même que l'économie psychique de Dostoïevski demande une punition et que la punition lui permet de passer, sans être brisé, par delà des années de misère et d'humiliation. Sa condamnation injuste comme prisonnier politique, il l'accepte comme un substitut de la punition qu'il méritait pour son désir de mort de son père réel. Elle lui est imposée par le Tsar, le Petit Père.

### Peur de la mort

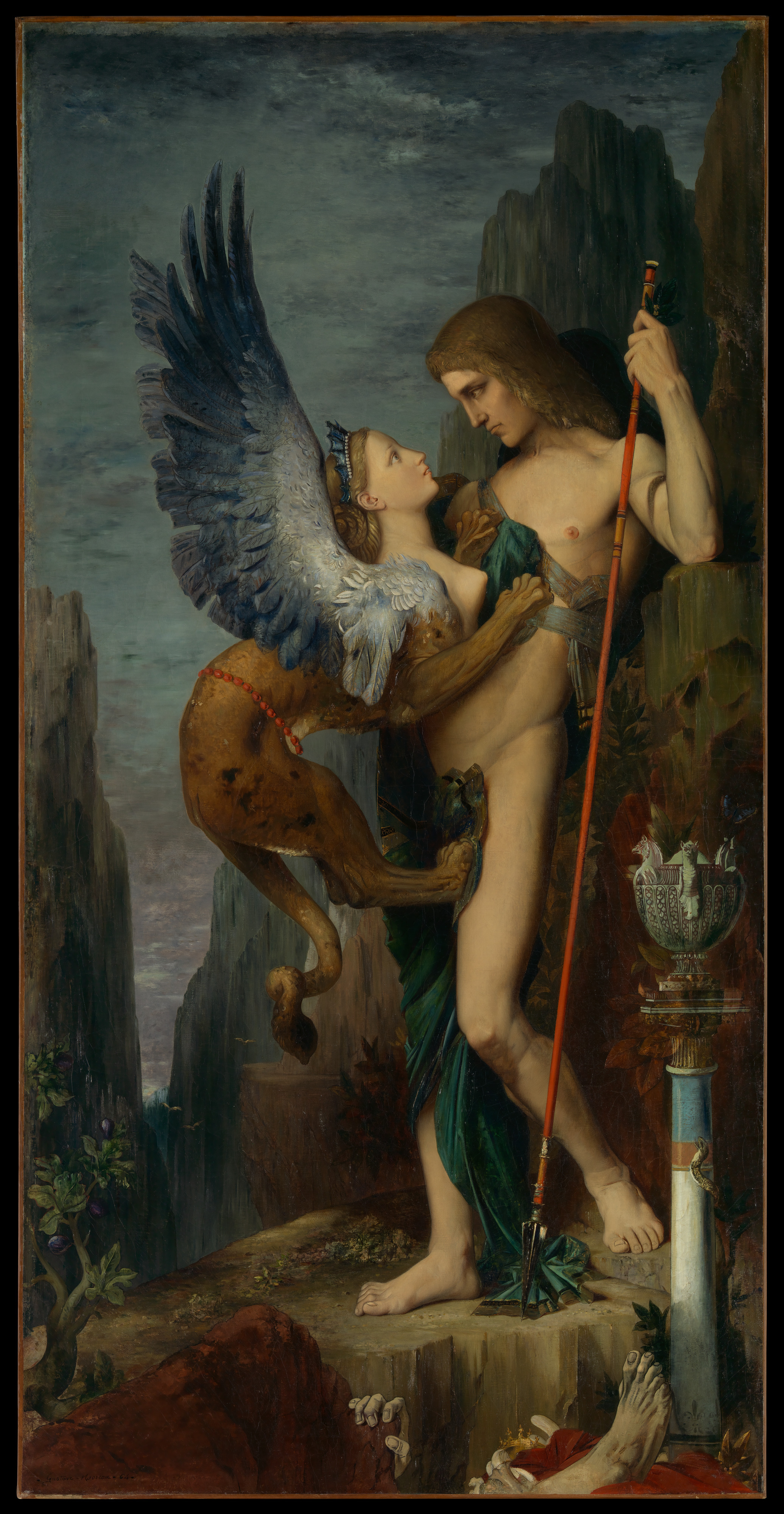
Metropolitan : Œdipe par Gustave Moreau.

Freud analyse le sens de telles attaques comme une identification à un mort ou à un vivant dont on souhaite la mort. Dans ce dernier cas, l'attaque a valeur de punition pour avoir souhaité la mort de l'autre. Dans un langage psychanalytique, Freud affirme que pour le petit garçon cet autre est le père, que l'attaque est de l'hystérie et qu'il s'agit d'une autopunition pour le souhait de mort du père haï.
Le meurtre du père est dans cette optique le crime majeur et originaire. C'est la source d'un sentiment de culpabilité. Freud reprend un développement succinct du complexe d'Œdipe. 
La relation au père est ambivalente : à côté de la haine qui pousse à éliminer, existe également un certain degré de tendresse, les deux attitudes conduisant à l'identification au père. Identification afin de pouvoir être comme le père admiré, et l'éloigner pour prendre sa place et posséder sa mère. L'obstacle puissant qui s'élève alors est que le père rival punisse le garçon de castration. Pour autant que ce désir reste dans l'inconscient il forme la base du sentiment de culpabilité. 
Une autre angoisse vient compliquer la situation, c'est l'angoisse de la position féminine. Une forte prédisposition bisexuelle vient alors renforcer la névrose de l'enfant : la menace de la castration renforce l'inclination du garçon à se replier vers la féminité, à se mettre à la place de la mère et à devenir objet d'amour pour le père, comme une femme.
Mais ces deux angoisses diffèrent psychologiquement : la haine du père est abandonnée par l'effet d'un danger extérieur (la castration), tandis que l'amour pour le père est un danger pulsionnel interne.

### Homosexualité refoulée
Freud considère que la seconde angoisse, celle devant la position féminine, est renforcée par une prédisposition bisexuelle ou homosexualité latente et elle doit, selon le psychanalyste, non seulement être supposée chez Dostoïevski, mais elle est particulièrement forte et couplée à une capacité de se défendre avec intensité contre un père particulièrement sévère. La réaction infantile provenant du complexe d'Œdipe peut disparaître si la réalité n'apporte plus d'aliment. Mais le caractère du père de Dostoïevski se détériore avec les années.       
Annie Miriel, critique littéraire, retrouve dans l'œuvre de Dostoïevski les nombreuses traces de l'importance de ses amitiés masculines, de sa tendresse pour ses rivaux en amour, de sa compréhension pour des situations qui ne s'expliquent que par une homosexualité refoulée. 
Freud considère que Dostoïevski ne se libéra jamais du poids que l'intention de tuer son père a laissé sur sa conscience. Deux autres domaines vont être liés à cette affirmation du psychanalyste: son comportement envers l'autorité de l'État et celui de la croyance en Dieu. Selon Freud, s'il devint réactionnaire, ce fut parce que sa culpabilité filiale était insurmontable malgré sa grande intelligence. 
Dans le premier de ces domaines, dit Freud, il en vient à une soumission complète au Tsar, le Petit Père. Dans le domaine religieux, il garde plus de liberté.

### Œdipe-Hamlet-Karamazov
Cela peut paraître injuste, mais est psychologiquement correct nous dit Freud.

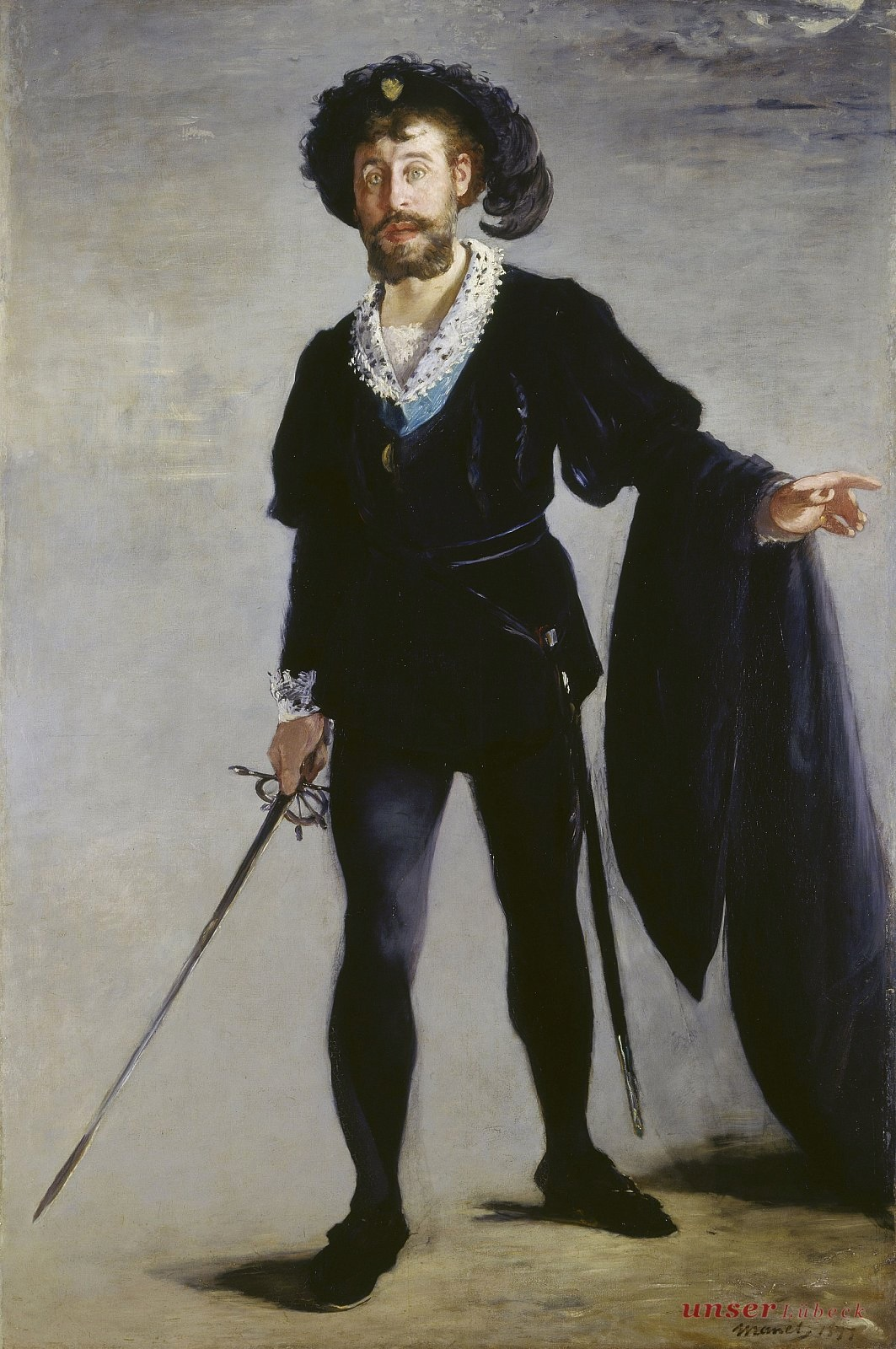
Edouard Manet Faure en Hamlet

Dans la pièce de Shakespeare, Hamlet le héros, le fils ne commet pas lui-même l'action et celui qui accomplit le meurtre n'est pas le fils mais le frère de la victime, Claudius. Le fils Hamlet devrait venger l'acte commis, mais il en est incapable, paralysé par un déplacement de son sentiment de culpabilité du crime de l'autre vers lui. 
Dans le roman russe, le meurtre est également commis par quelqu'un d'autre, qui est dans une relation filiale identique ou similaire à celle de Dimitri. Mais le déguisement magnifique de Dostoïevski pour son roman est le fait que la psychologie se préoccupe seulement de savoir qui a voulu le crime et qui l'a accueilli une fois accompli. Pour cette raison tous les frères, à l'exception d'Aliocha, sont également coupables. Au chapitre VI du livre deuxième Pourquoi faut-il que vive un tel homme ? le Starets Zosime se prosterne devant Dimitri Karamazov, qui reconnaît être prêt à commettre le parricide. Zosime rejette le mépris vis-à-vis du meurtrier potentiel et s'humilie devant lui. Cela traduit la sympathie de Dostoïevski pour le criminel, le rédempteur qui prend la faute sur lui, celle qui aurait dû être partagée par d'autres. Il faut lui être reconnaissant puisque sans lui on aurait été obligé soi-même de tuer. Dostoïevski a choisi ses sujets en partant de criminels communs. À la fin de sa vie il remonte jusqu'au criminel originel, jusqu'au parricide, et à travers lui fait poétiquement sa propre confession.

### Passion du jeu et conclusion
Curieusement, à la fin de son essai Freud choisit la nouvelle de Stéphane Zweig, Vingt-quatre heures de la vie d'une femme, pour développer sa théorie sur la passion du jeu éprouvée, vécue, par Dostoïevski. Annie Miriel signale que le Joueur aurait pu bien montrer le rapport entre la passion du jeu et la passion amoureuse. Mais Freud n'a pas choisi ce roman.
La passion du jeu de Dostoïevski est un accès de passion pathologique. Le sentiment de culpabilité est remplacé par quelque chose de tangible : le poids de la dette de jeu. Dostoïevski ne s'arrêtait pas de jouer avant d'avoir tout perdu. C'était une voie vers l'autopunition. Il pouvait alors s'injurier, s'humilier devant sa femme. Mais il se remettait à jouer et sa femme savait que sa production littéraire et les résultats financiers favorables qu'elle produisait ne se portait jamais mieux que lorsqu'il avait tout perdu.
Freud rappelle que, selon lui, la satisfaction auto-érotique (onanisme) de la prime enfance et de la puberté joue un rôle important dans le développement de névroses graves.
Freud clôture brièvement, que si la passion du jeu, avec les vaines luttes pour s'en détourner, constitue une répétition de la compulsion d'onanisme, il n'est pas surpris que cette passion occupe tant de place chez Dostoïevski. 
Il fait toutefois cette remarque : ces considérations sont « trop bien connues pour qu'il soit nécessaire de faire plus que de les mentionner ». Il avait, plus avant, en traitant des attaques à caractère épileptique, conclu qu'elles ont toujours eu le sens d'une identification avec le père comme punition. Mais quant à dire « quel contenu ont-elles reçu plus tard, et particulièrement quel contenu sexuel ? Il est impossible de le deviner » écrit Freud.

### Texte de Freud
Selon la notice de présentation historique du texte dans OCF.P, XVIII:

#### Première publication
- Dostojewski und die Vatertötung (Dostoïevski et la mise à mort du père, trad. OCF.P), Introduction à la traduction allemande du livre de W. Komarowitsch, F.M. Dostojewski, die Urgestalt der Brüder Karamosoff (F.M. Dostoïevski, La forme originaire des Frères Karamozov, trad. OCF.P), éd. par R. Fülöp-Miller, Friedrich Eckstein, dans une trad. du russe de Vera Mitofanoff-Demelic, München, R. Piper & Co., 1928, p. XI-XXXVI.

#### Traductions françaises récentes
- Sigmund Freud et Jean-Bertrand Pontalis (traduction), « Préface : Dostoïevski et le parricide », dans F.M. Dostoïevski, Les Frères Karamazov, Gallimard, 1973.
  - Même titre, trad. J.-B. Pontalis, en coll. avec C. Heim et L. Weibel, in S. Freud, Résultats, idées, problèmes II, Paris, P.U.F., 1985 p. 161-179.
- Dostoïevski et la mise à mort du père, dans OCF.P, XVIII, Paris, PUF, 1994, p. 205-225  (ISBN 2 13 046576 5)

### Documentation et études
- Fyodor Dostoyevsky, W. Komarowitsch: Die Urgestalt der Brüder Karamasoff, Dostojewskis Quellen, Entwürfe und Fragmente (Les Sources des Frères Karamazov[30]). Hrsg.: René Fülöp-Miller, Friedrich Eckstein. R. Piper & Co., München 1928 (Erläutert von W. Komarowitsch mit einer einleitenden Studie von Prof. Dr. Sigm. Freud) [« Commenté par W. Komarowitsch avec une étude en introduction du Prof. Dr. Sigm. Freud »].
- Mikhaïl Bakhtine (trad. du russe par Isabelle Kolitcheff, préf. Julia Kristeva), La Poétique de Dostoïevski, Paris, Le Seuil, coll. « Points Essai » (no 372), 1008 (1re éd. 1970), 366 p. (ISBN 978-2-02-035337-3)
- Jean-Marie Delcour, « Dostoïevski et le parricide », dans Jacques Catteau, Fiodor Dostoievski, L'Herne, 1973 (ISBN 9782851970183).
- Vladimir Marinov, Figures du crime chez Dostoïevski, Collection « Voix nouvelles en psychanalyse », Paris, PUF, 1990,  (ISBN 2 13 043173 9)
- Dictionnaire international de la psychanalyse, dir. Alain de Mijolla, entrée: « Dostoïevski et le parricide » (Article de Marie-Thérèse Neyraut-Suttermann), Paris, Hachette Littératures, 2005 (© Calmann-Lévy, 2002)
- Annie Miriel, « Dostoïevski et le parricide: du fantasme de l'amour du père au fantasme du meurtre du père », cairn.info, vol. 2/2007, no 9,‎ 2007, p. 119-137 (DOI 10.3917/enje.009.0119, lire en ligne)
- Élisabeth Roudinesco et Michel Plon, Dictionnaire de la psychanalyse, entrée « Œdipe (Complexe d') », Paris, Le Livre de Poche / La Pochothèque, Librairie Arthème Fayard, 1997, 2000, 2006 et 2011  (ISBN 978-2-253-08854-7)
- (ru) Vladimir Kantor/ Кантор В. К. К19 «Судить Божью тварь», «Juger la créature de Dieu ». Le pathos prophétique de Dostoïevski, Essai, / Пророческий пафос Достоевского : Очерки / В. К. Кантор – М. : Российская политическая энцикло-педия (РОССПЭН), 2010. – 422 с. – (Российские Пропилеи). (ISBN 978-5-8243-1345-1)